# Efé
Efé, è un essere di cui si narra nella mitologia dei pigmei.

## Nel mito
Si tratta del primo uomo creato dal dio dei cieli, lo scelse come suo cacciatore e lo tenne con sé nel cielo. Quando alla fine tornò sulla terra nessuno lo riconobbe. Fu portatore della verità del suo dio in terra.